# Vesljana (affluente della Kama)
La Vesljana (in russo Весляна?) è un fiume della Russia europea orientale, affluente di sinistra della Kama (bacino idrografico del Volga). Scorre nel territorio della Repubblica dei Komi (rajon Ust'-Kulomskij) e del Territorio di Perm' (rajon Gajnskij).
Il fiume si origina in un'area paludosa vicino al confine sud-orientale del distretto di Ust'-Kulom, circa 8 km a est della palude di Gorikuš. Il bacino idrografico del fiume si estende all'estremità orientale degli Uvali settentrionali, nella pianura paludosa di Vesljanskaja. Per metà del suo corso scorre in direzione sud-occidentale, dopo un ampio giro svolta in direzione sud-orientale. Ha una lunghezza di 266 km, il suo bacino è di 7 490 km². Sfocia nella Kama a 1 193 km dalla foce, vicino al villaggio Ust'-Vesljana. Il maggior affluente è la Čërnaja (lunga 149 km) proveniente dalla destra idrografica.